# Шести конгрес СК Босне и Херцеговине
Шести конгрес Савеза комуниста Босне и Херцеговине одржан је од 26. до 28. марта 1974. у великој дворани Културно-спортског центра Скендерија у Сарајеву. Конгресу је присуствовало 742 делегата.
Конгрес је отворио Бранко Микулић председник ЦК СК Босне и Херцеговине, након чега је изабран дневни ред — 1. Избор радних тела Шестог конгреса СК Босне и Херцеговине; 2. Усвајање пословника о раду Шестог конгреса СК БиХ; 3. Извештај о раду Централног СК БиХ, Комисије за статутарна питања и  Надзорне комисије СК БиХ; 4. Реферат о актуелним задацима СК БиХ у борби за самоуправни социјалистички развој; 5. Предлог резолуција — Идејно-политички задаци СК БиХ у материјалном и друштвеном развоју и развоју друштвено-економског система, Задаци СК БиХ у развоју социјалистичких самоуправних односа и друштвено-политичког система, Развој социјалистичких самоуправних односа у пољопривреди и на селу и задаци СК БиХ и Остваривање водеће идејнополитичке улоге и јачање акционе способности СК БиХ у социјалистичком самоуправном друштву; 6. Предлог измена и допуна Статута Савеза комуниста Босне и Херцеговине; 7. Избор органа Савеза комуниста Босне и Херцеговине — Централног комитета, Комисије за статутарна питања и Надзорне комисије и 8. Избор чланова у форуме и органе Савеза комуниста Југославије — Конференцију, Комисију за статутарна питања и Надзорни одбор. Испред Председништва СКЈ конгресу су присуствовали Петар Стамболић, Фадиљ Хоџа и Јосип Дежелин.
Даљи рад Конгрес је наставио у четири комисије — Комисија за идејно-политичка питања материјалног и друштвеног развоја и развоја друштвено-економског система, Комисија за остваривање водеће улоге и јачање акционе способности Савеза комуниста Босне и Херцеговине, Комисија за развој социјалистичких самоуправних односа у пољопривреди и на селу и Комисија за развој социјалистичких самоуправних односа и друштевно-политичког система. Уводна излагања у комисијама поднели су Миланко Реновица, Хасан Грабчановић, Ђуро Векић и Анте Будимир.
Последњег дана рада Конгрес је изабрао Централни комитет СК Босне и Херцеговине од 93 члана, као и чланове Конференције СКЈ из СК БиХ. На првој седници Централног комитета одржаној истог дана изабрано је Председништво ЦК СК БиХ од 27 чланова и Извршни комитет Председништва од 11 чланова. За председника ЦК СК БиХ изабран је Бранко Микулић, за његовог заменика Хасан Грабчановић, а за секретара Извршног комитета Никола Стојановић.

## Централни комитет
Чланови Централног комитета Савеза комуниста Босне и Херцеговине изабрани на Шестом конгресу СК Босне и Херцеговине 28. марта 1974. године:
1. Мухамед Абаџић
2. Фикрет Абдић
3. Мато Андрић
4. Асифа Атлић
5. Живко Бабић
6. Лазар Бајић
7. Ферида Балвановић
8. Сена Барлов
9. Рудо Бартоловић
10. Адем Беглербеговић
11. Здравко Бесаревић
12. Ивица Блажевић
13. Иван Бригић
14. Изет Брковић
15. Анте Будимир
16. Ђуро Векић
17. Бранко Вујачић
18. Милан Вучићевић
19. Васо Гачић
20. Хасан Грабчановић
21. Ибро Губелић
22. Ненад Гузина
23. Абаз Дероња
24. Хасан Дервишбеговић
25. Ђуро Добријевић
26. Михајло Ђоновић
27. Надежда Зјакић
28. Хрвоје Иштук
29. Кажимир Јелчић
30. Винко Јелчић
31. Бориша Јелић
32. Славојка Јанковић
33. Мијо Јожић
34. Вера Кадијевић
35. Таиб Каровић
36. Јово Керкез
37. Чедомир Кисић
38. Михајло Климовић
39. Драгутин Косовац
40. Ферхат Которић
41. Фрањо Кожул
42. Мемет Кресо
43. Касим Куртагић
44. Алија Латић
45. Иван Ловрић
46. Невенка Мацура
47. Сеид Маглајлија
48. Радован Макић
49. Дане Маљковић
50. Недељко Мандић
51. Хајрија Марјановић
52. Радмила Матић
53. Викторија Матијевић
54. Мунир Месиховић
55. Мехо Миџић
56. Нико Михаљевић
57. Бранко Микулић
58. Суада Муминагић
59. Абдулах Мутапчић
60. Мехмед Мутевелић
61. Иван Носић
62. Младен Ољача
63. Мирјана Орлић
64. Салко Оруч
65. Грета Перушић
66. Немања Печељ
67. Драшко Поповић
68. Хамдија Поздерац
69. Мирко Пузигаћа
70. Мићо Ракић
71. Миланко Реновица
72. Ћазим Садиковић
73. Саико Селимовић
74. Угљеша Стевић
75. Никола Стојановић
76. Ивица Сваток
77. Стипо Табак
78. Ариф Тановић
79. Мустафа Фалан
80. Никола Филиповић
81. Ћамиле Хаџимустафић
82. Осман Хашимбеговић
83. Зекија Хазнадар
84. Фрањо Херљевић
85. Фикрета Хотић
86. Рахмаг Хусагић
87. Јусуф Хуремовић
88. Урош Цвијетиновић
89. Авдо Чампара
90. Саво Чечур
91. Војислав Чоловић
92. Сафет Шерифовић
93. Милан Шкоро

## Конференција СК Југославије
Чланови Конфернеције Савеза комуниста Југославије из Савеза комуниста Босне и Херцеговине, изабрани на Шестом конгресу СК Босне и Херцеговине 28. марта 1974. године:
1. Љубо Бабић
2. Хамид Беговац
3. Џемал Биједић
4. Миодраг Богићевић
5. Ратко Дугоњић
6. Марко Јозић
7. Тиџа Карабег
8. Кемал Карачић
9. Руди Колак
10. Сеад Крешо
11. Тодо Куртовић
12. Ивица Лет
13. Фрањо Марјановић
14. Цвијетин Мијатовић
15. Фуад Мухић
16. Хакија Поздерац
17. Станко Томић
18. Есад Хорозић
19. Бошко Шиљеговић

## Председништво ЦК
Чланови Председништва Централног комитета Савеза комуниста Босне и Херцеговине изабрани на првој седници Централног комитета одржаној 28. марта 1974. године:
1. Иван Бригић
2. Анте Будимир
3. Васо Гачић
4. Хасан Грабчановић, потпредседник
5. Хрвоје Иштук
6. Славојка Јанковић
7. Исмет Крешо
8. Драгутин Косовац
9. Ферхад Которић
10. Алија Латић
11. Сеид Маглајлија
12. Недељко Мандић
13. Мунир Месиховић
14. Брако Микулић, председник
15. Нико Михаљевић
16. Драшко Поповић
17. Хамдија Поздерац
18. Мићо Ракић
19. Миланко Реновица
20. Ћазим Садиковић
21. Никола Стојановић
22. Ариф Тановић
23. Јамила Хаџимустафић
24. Осман Хашимбеговић
25. Саво Чечур
26. Војо Чоловић
27. Сафет Шерифовић

## Извршни комитет Председништва ЦК
Чланови Извршног комитета Председништва ЦК СК БиХ изабрани на првој седници Председништва ЦК СК Босне и Херцеговине одржаној 28. марта 1974:
1. Иван Бригић
2. Анте Будимир, секретар за развој СК и идејно-политичка питања кадровске политике
3. Хрвоје Иштук, секретар за идејно-политичка питања у области образовања, културе, науке и информативно-пропагандне делатности
4. Славојка Јанковић
5. Ферхаф Которић
6. Исмет Крешо
7. Недељко Мандић
8. Алија Латић, секретар за идејно-политичка питања развоја социјалистичких самоуправних односа и друштвено-политичког система
9. Никола Стојановић, секретар Извршног комитета
10. Драшко Поповић секретар за идејно-политичка питања развоја друштвено-економског система
11. Ариф Тановић